# Alberto Alberani
Alberto Alberani Samaritani (Florence, 22 mei 1947) is een voormalig Italiaans waterpolospeler.
Alberani nam als waterpoloër viermaal deel aan de Olympische Spelen; in 1968, 1972, 1976 en 1980. In 1968 eindigde Italië als zesde. Hij speelde negen wedstrijden. In 1972 eindigde Italië als vierde. Hij speelde acht wedstrijden. In 1976 maakte hij deel uit van het Italiaanse team dat het zilver wist te bemachtigen. Hij speelde acht wedstrijden. In 1980 eindigde Italië als achtste. Hij speelde acht wedstrijden.
Alberani speelde voor de clubs Pro Recco en Sisport Fiat.